# 柳林南站
柳林南站位于中华人民共和国山西省吕梁市柳林县，是太中银铁路上的火车站，于2011年1月20日启用营运，由中国铁路太原局集团太原车务段管辖。

## 歷史
- 2011年1月20日通车启用[4][5]。
- 由于太中银铁路（山西段）开行“复兴号”动车组列车，本站于2021年5月20日至9月23日进行了站房重建工程[6][7]，9月27日车站恢复运营，10月1日正式开通动车组列车。

## 车站结构
柳林南站目前使用的站房于2021年启用，占地面积为3652平方米，候车大厅面积为1650平方米，可容纳600人同时候车，车站目前为2台5线。

## 車站周邊
- 青银高速公路
- 柳林东收费站
- 柳林喜临门酒店
- 柳林县青泉旅馆
- 柳林县检察院

## 外部連結
- 中国铁路客户服务中心 （页面存档备份，存于）